# Veado-roxo

## Resumo
O veado-roxo (nome cientifico: Mazama nemorivaga), também conhecido como veado-branco, veado-negro e fuboca é uma espécie sulamericana de veados quase que exclusivamente amazônicos. Ela se alimenta majoritariamente de frutos e gramíneas, por vezes forrageando junto de outros veados como o veado-mateiro e veado-catingueiro e de porcos selvagens.

## Taxonomia
Sete subespécies de veado-catingueiro (Subulo gouazoubira), sendo estas (Cabrera 1961; Czernay 1987; Hershkovitz 1951; Medellín et al. 1998; Pinder and Leeuwenberg 1997)  citus Osgood, medemi Barriga-Bonilla, murelia Allen, permira Kellogg, rondoni Miranda-Ribeiro, sanctaemartae Allen, e tschudii Wagner foram identificadas como Mazama nemorivaga e devidamente separadas de S. gouazoubira. O estado taxonômico da espécie segue em revisão até os dias de hoje.

## Distribuição Geográfica
Baseado em espécimes em museus e observações, a espécie ocorre no Brasil, Guiana Francesa, Suriname, Guiana, Venezuela, Colômbia, Equador, Peru, Panamá e possivelmente no norte da Bolívia. No Brasil, M. nemovariga ocorre na Floresta Amazônica, coexistindo com S. gouazoubira. Na Venezuela, Colômbia e Equador a espécie ocorre na costa e em áreas florestais, e no Peru a espécie já foi vista em altitudes de 1500 metros, mas ocorre principalmente na Amazônia Peruana. A Isla San José é o único local da América Central onde M. nemovariga já foi registrado.

## Descrição morfológica
O veado-roxo é caracterizado como um veado pequeno a médio, com tamanho de cabeça e corpo de 760-1015mm, tamanho de rostro de 164-193 mm, tamanho de cauda de 60-106 mm e tamanho de orelha de 82-93 mm, com altura de cernelha de 490-505 mm e 14-15,5 kg de peso. Seu pelo dorsal é marrom escuro, enquanto o pelo lateral é marrom desbotado com padrões de granulado amarelos. A pelagem ventral varia de amarelado para branco, se estendendo do queixo ao abdome. Características marcantes incluem um tufo marrom escuro na cabeça e padrão marrom escuro dorsal no lado da cauda pós-anal.
Os chifres dos machos são cônicos, espiralados e variam muito em tamanho (de 27,7 a 108mm), podendo ser paralelas ou ligeiramente divergentes entre si. As características dos chifres são grandes diferenciais de M. nemorivaga de outros veados do seu gênero como M. americana. Outras características marcantes são o seu tufo, sua pelagem marrom-chocolate sem tonalidades vermelhas e olhos comparativamente maiores que espécies simpátricas.

## Ecologia
Mazama nemorivaga compartilha recursos com a espécie simpátrica M. americana (veado mateiro) e com porcos selvagens (Pecari tajacu e Tayassu pecari). Na questão do habitat, o fuboca prefere usar colinas mais secas, enquanto as outras espécies mencionadas preferem floresta úmida, com T. pecari mostrando preferência às áreas pantanosas. 
O veado roxo e mateiro tem dietas muito semelhantes, com estudos do conteúdo estomacal das espécies revelando que não há diferença significativa na proporção de frutas, folhas e fibras que eles consomem, apesar de M. americana consumir uma diversidade maior de alimentos que M. nemorivaga. Isso indica que ambas as espécies estão se alimentando de partes similares de plantas, com o veado mateiro consumindo uma gama maior de espécies. A dieta de ambos os veados difere consideravelmente da dos porcos.

## Comportamento
Poucos estudos foram feitos no comportamento de M. nemorivaga, mas podemos saber do seu comportamento devido à sua proximidade com espécies simpátricas como M. americana e S. gouazoubira. O veado-roxo é uma espécie majoritariamente solitária e diurna, ocasionalmente andando em pares. Como outros Mazama, a espécie é territorial, demarcando e protegendo seu território por sinalização auditiva, olfativa e visual. Observações ao norte do Peru e em Rondônia sugerem que a espécie também faça marcações na terra e deposite fezes perto de locais de descanso, mas estudos compreensivos do comportamento do animal devem ser conduzidos para investigar.

## Conservação
O estado de conservação de M. nemorivaga é Pouco Preocupante (LC) de acordo com a IUCN (2016) devido à sua distribuição extensiva e presença em múltiplas áreas protegidas. A espécie é pouco afetada pela caça devido à sua capacidade de evadir caçadores e taxas reprodutivas elevadas. Mesmo assim, a destruição do hábitat para expansão agrícola, especialmente na parte sul da Floresta Amazônica brasileira, é uma ameaça significativa para a espécie. Além do desmatamento, o gado pode impactar populações de cervídeos silvestres indiretamente por carregar doenças.

Mesmo que a espécie sofra menos com a caça quando comparada com espécies simpátricas, estudos na história natural da espécie, incluindo comportamento, uso do espaço e resposta a ambientes alterados são extremamente importantes para sua conservação. A sustentabilidade da caça do veado-roxo no Peru é baseada na alta taxa de reprodução da espécie, no entanto, o estudo mais recente da IUCN indicou que a população de M. nemorivaga está decrescendo, conjurando dúvida sobre a sustentabilidade da caça da espécie.